# Nederlands Film Festival 2017
Het Nederlands Film Festival 2017 was de 37e editie van het festival en werd gehouden van 20 september tot en met 29 september  in Utrecht.

## Winnaars en genomineerden

### Academy
| Beste Film | Beste Regie                                                                                              |
| --- | --- |
| - Brimstone - Bram Fischer - Layla M. - Quality Time - Tonio | - Martin Koolhoven — Brimstone - Daan Bakker — Quality Time - Paula van der Oest — Tonio                 |
| Beste Acteur | Beste Actrice                                                                                            |
| - Peter Paul Muller — Bram Fischer - Pierre Bokma — Tonio - Thomas Ryckewaert — Waldstille | - Nora El Koussour — Layla M. - Rifka Lodeizen — Tonio - Rifka Lodeizen — Verdwijnen                     |
| Beste Mannelijke Bijrol | Beste Vrouwelijke Bijrol                                                                                 |
| - Mohammed Azaay — Layla M. - Michel Sluysmans — Riphagen - Johan Leysen — Waldstille | - Marie Louise Stheins — Waldstille - Carice van Houten — Brimstone - Antoinette Jelgersma — Riphagen    |
| Beste Scenario | Beste Production Design                                                                                  |
| - Jean van de Velde — Bram Fischer - Martin Koolhoven — Brimstone - Jan Eilander — Layla M. | - Floris Vos — Brimstone - Alfred Schaaf — Riphagen - Harry Ammerlaan — Tonio                            |
| Beste Camera | Beste Montage                                                                                            |
| - Rogier Stoffers — Brimstone - Reinier van Brummelen — To Stay Alive - A Method - Guido van Gennep — Tonio | - Sander Vos — Tonio - Job ter Burg — Brimstone - Gys Zevenbergen — How to Meet a Mermaid                |
| Beste Muziek | Beste Sound Design                                                                                       |
| - Tom Holkenborg — Brimstone - Marc Lizier — How to Meet a Mermaid - Het Paleis van Boem — Riphagen | - Herman Pieëte — Brimstone - Nardi van Dijk — Bram Fischer - Vincent Sinceretti — How to Meet a Mermaid |
| Beste Lange Documentaire | |
| - De kinderen van juf Kiet — Petra Lataster-Czisch, Peter Lataster - De Matthäus Passie van Reinbert de Leeuw — Cherry Duyns - Radio Kobanî — Reber Dosky - To Stay Alive - A Method — Erik Lieshout, Arno Hagers, Reinier van Brummelen - Vogelparadijs — David de Jongh | |

### Gouden Kalveren Jury
| Beste Korte Documentaire | Beste Korte Film                                                                                     |
| --- | --- |
| - Snelwegkerk — Elsbeth Fraanje - A-sy-lum — Jaap van Heusden, Jefta Varwijk - De jacht op mijn vader — Gülsah Dogan           | - Polska Warrior — Camiel Schouwenaar - Sand — Arjan Brentjes - Weeën — Nils Vleugels                |
| Beste Acteur Televisiedrama | Beste Actrice Televisiedrama                                                                         |
| - George Tobal en Majd Mardo — One Night Stand XII - Jungle - Guy Clemens — De Zaak Menten - Waldemar Torenstra — Vechtershart | - Abbey Hoes — Petticoat - Hadewych Minis — Hollands Hoop - Lies Visschedijk — Soof: een nieuw begin |
| Beste Televisiedrama | |
| - De Zaak Menten — Tim Oliehoek - Hollands Hoop — Dana Nechushtan - One Night Stand XII - Jungle — Hetty de Kruijf             | |

### Gouden Kalf van het Publiek
| Gouden Kalf van het Publiek                                                                          |
| --- |
| - Mees Kees langs de lijn — Aniëlle Webster - Onze Jongens — Johan Nijenhuis - Soof 2 — Esmé Lammers |